# Colosteus scutellatus
Il colosteo (Colosteus scutellatus) è un tetrapode estinto, appartenente ai colosteidi. Visse nel Carbonifero superiore (circa 307 - 305 milioni di anni fa) e i suoi resti fossili sono stati ritrovati in Nordamerica.

## Descrizione
I fossili di questo animale indicano che Colosteus era vagamente simile a una salamandra dal corpo allungato, con una testa appiattita e appuntita, zampe fortemente ridotte e scaglie pesanti a ricoprire il corpo. Le dimensioni potevano raggiungere il metro di lunghezza. Colosteus, come molti animali simili, era dotato di piccoli denti aguzzi lungo i margini delle mascelle e di due grandi zanne premascellari particolarmente acuminate. Si differenziava dagli altri colosteidi per la presenza di un margine orbitale formato da sole tre ossa (jugale, lacrimale, postfrontale), un sistema della linea laterale aperto e una singola fila di minuscoli denti coronoidi. Le scaglie dorsali assomigliavano ai gastralia (Hook, 1983). 

## Classificazione
I fossili di questo animale, provenienti dal giacimento di Linton (Ohio), vennero descritti per la prima volta da J. S. Newberry nel 1856, ma data la loro incompletezza vennero erroneamente attribuiti a una nuova specie del pesce osseo Pygopterus (P. scutellatus). Fu poi Edward Drinker Cope a descrivere altri resti provenienti dallo stesso giacimento (e prestatigli da Newberry) come appartenenti ad anfibi arcaici denominandoli Colosteus crassiscutatus, C. marshii e C. foveatus. Lo stesso Cope riconobbe in seguito che la specie tipo di Colosteus (C. crassiscutatus) era in realtà basata sullo stesso esemplare descritto in precedenza da Newberry come Pygopterus scutellatus; fu così riconosciuta la specie tipo Colosteus scutellatus. 
Colosteus è il genere eponimo dei colosteidi, un piccolo gruppo di tetrapodi forse vicini all'origine degli anfibi, dalle caratteristiche peculiari e tipici della fine del Carbonifero inferiore e dell'inizio del Carbonifero superiore. Colosteus, in particolare, era un tardo rappresentante del gruppo.

## Paleobiologia
Colosteus doveva muoversi agevolmente grazie al corpo sinuoso e alla lunga coda nelle paludi carbonifere, alla ricerca di prede costituite da piccoli anfibi e da pesci.